# Tithorea dorada
Tithorea dorada är en fjärilsart som beskrevs av Brown 1977. Tithorea dorada ingår i släktet Tithorea och familjen praktfjärilar. Inga underarter finns listade i Catalogue of Life.